# ビオメハニカ
ビオメハニカ（ロシア語: Биомеханика, 英語: Biomechanics）は、ロシア・ソ連の演出家・俳優であるフセヴォロド・メイエルホリドが提唱した身体訓練法である。舞台上の形象や内的経験に至る道は、よくトレーニングされた俳優の身体の動きを通して得られるとする。演説の中でビオメハニカ開発についてを公表したのは、1922年6月のことであった。

## 概要
1921年ごろ、メイエルホリドは劇場付属の演劇学校の開設を計画していた。物理学や力学、音楽や建築にもっとも明確に表れている技術の一般的な物理法則に基づいた動きとことばを、組織的・実際的に役者に教え込もうとするものとしてビオメハニカを構想していった。
基本概念としては、感情を外在化することがある。役者の芸術とは自己の素材を組織する事、つまり自己の肉体という表現手段を正しく使いこなす能力であり、外部(役者や演出家)から与えられる課題を即座にこなせるよう訓練するというものである。精神状態は一定の生理的プロセスによって規定される。肉体を正しく処理すればこれに感情が彩りを添える、とする。メイエルホリドは
と述べている。
メイエルホリドが考えていたのは、演劇を創り上げる上での諸作業を生産労働としてとらえそれを社会主義国家建設(革命)の一助とすべきであるというものであった。そしてそれは1918年にレーニンが導入を指示したテイラー主義(技術者フレデリック・テイラーが提唱)を理論展開した、テイラー主義者であるガースチェフのものを演劇にも導入しようというものであった。